# Léopold Storme
Pour les articles homonymes, voir Storme.
Léopold Storme, né le 29 juillet 1987 à Tournai, est un meurtrier ayant tué ses parents et sa sœur, le samedi 16 juin 2007 dans leur magasin des Marolles à Bruxelles. Il était à l'époque âgé de 19 ans et étudiait à la Solvay Business School.

## Les meurtres et l'enquête judiciaire
Son père, François-Xavier Storme (48 ans), sa mère Caroline Van Oost (48 ans) et sa sœur Carlouchka (22 ans) ont été poignardés de respectivement de 23, 33 et 44 coups de couteau. Les corps ont été découverts le lendemain des meurtres.
Léopold Storme a été interpellé le surlendemain des meurtres, il présentait des blessures aux mains qu'il explique de façon confuse et variable : chute de vélo, puis automutilation ou encore accident en transportant une riveteuse,.
Léopold Storme avait d'abord affirmé avoir pris le train pour la côte belge le vendredi et y avoir séjourné jusqu'au dimanche. Confronté aux incohérences de cette version, il est revenu ensuite sur ses déclarations et affirmé avoir été agressé par des inconnus dans le magasin au moment des faits. Il a varié dans ses déclarations : quant au nombre d'agresseurs, au fait qu'ils portaient des cagoules et au fait qu'il a assisté au meurtre de sa sœur. Dans la version qu'il livre lors du procès d'assises, il parvient à tromper la vigilance des agresseurs et s'échappe du magasin, avant d'y retourner ensuite.
Il ressort de l'enquête qu'il est parti pour La Panne le matin du vendredi 15 juin, et revenu à la gare de Bruxelles-Midi 17 h le samedi 16 juin et qu'il a téléphoné à sa sœur à 17 h 10 pour lui donner rendez-vous au magasin. L'analyse des recherches faites sur son ordinateur a montré que, dès jeudi, il avait consulté l'horaire des trains de Bruxelles vers Ostende pour 19 h le samedi, il a également effectué des recherches au sujet de chloroforme ainsi que de vieillissement par déguisement. Le même jour, il avait demandé à un ami comment se procurer un couteau de combat.
Il a utilisé plusieurs GSM et plusieurs cartes SIM, dont une qui a été utilisée uniquement le jour des faits. Son téléphone a permis de retracer ses déplacements. Il a activé une carte SIM pour appeler sa sœur à 17 h 10 et ne l'a plus jamais utilisée ensuite. Après les faits, il a sommairement effacé les traces de sa présence à l'eau de javel, reformaté son ordinateur, pris le train pour Ostende à 19 h, s'est débarrassé de ses effets ensanglantés et de l'arme du crime dans des poubelles séparées, fait soigner ses blessures aux mains par un médecin et passé plusieurs appels à ses proches qu'il savait pourtant morts. À son retour, il a feint la surprise à l'annonce de leur mort.
La sœur de Léopold Storme a été retrouvée partiellement dénudée, dans une tentative de faire croire à un crime sexuel.
Les traces de chaussures maculées de sang et appartenant à Léopold Storme ont été identifiées, y compris sur le ventre de sa sœur. Les chaussettes de Léopold Storme ont été retrouvées, maculées du sang de son père, à leur résidence de la mer.
Les analyses ADN ont permis d'identifier le sang de Léopold Storme sur les trois victimes. La montre de François-Xavier Storme, qui s'est brisée au moment de la lutte avec son agresseur, a été retrouvée sous une palette. Elle était également tachée du sang de Léopold, ce qui constitue un élément particulièrement accablant aux yeux du juge d'instruction. Des traces de sang de Carlouchka et de Caroline Van Oost ont été retrouvées dans les charnières des lunettes de Léopold Storme.
Les corps ne présentaient aucune trace appartenant à des inconnus, cependant deux échantillons de sang prélevés par la police scientifique n'ont pas pu être identifiés. Les experts ont cependant indiqué que ces traces ADN ne pouvaient pas être datées et qu'elles pouvaient être antérieures aux faits.
Alors que dans sa version des faits il a été assommé par les inconnus et est resté inconscient pendant 15 à 20 minutes à la suite d'un coup violent reçu sur la tempe, Léopold Storme ne présentait aucune blessure à ce niveau, pas même une ecchymose, et ses lunettes étaient intactes.
Léopold Storme n'explique pas que son itinéraire du 16 juin entre Bruxelles-Midi et Ostende diffère de son parcours habituel direct entre Bruxelles-Central et La Panne, ni pourquoi il s'est abstenu de donner l'alerte au moment où il parvient à quitter le magasin.
Les empreintes de Léopold Storme ont permis de le confondre comme coauteur d'une tentative d'incendie volontaire du laboratoire de chimie de l'athénée Robert Catteau commis en mai 2003. Des inconnus s'étaient introduits de nuit et par effraction dans le bâtiment, avaient ouvert les robinets de gaz du laboratoire et de la cuisine puis répandus des produits inflammables avant de tenter d'y mettre le feu, alors que le concierge y habitait. Léopold Storme était également consommateur et revendeur de cannabis.
Il nie être l'auteur. Aucun mobile n'est connu.

## Le procès d'assises
Le ministère public, qui avait requis l'internement pour aliénation mentale, à la suite du rapport d'un collège d'experts ayant conclu à un cas de schizophrénie, a finalement renoncé à son réquisitoire en septembre 2009 devant l'opposition tant des parties civiles que de la défense et une contre-expertise,.
Léopold Storme a été jugé par la cour d'assises de Bruxelles du 4 au 27 octobre 2010. Léopold Storme était défendu par Mes Huet et Jean-Philippe Mayence.
La famille de Léopold Storme s'est constituée partie civile pour disposer d'un accès au dossier. Jusqu'au verdict, les membres de la famille se sont dits convaincus de son innocence et ont dépeint la famille Storme comme une famille modèle.
Après près de 9 heures de délibération, le jury a reconnu Léopold Storme coupable des trois meurtres, a retenu la préméditation pour ce qui concerne sa sœur, et l'a reconnu sain d'esprit tant au moment des meurtres qu'au moment du procès. Le jury a retenu ses mensonges répétés dans ses déclarations aux enquêteurs, les variations de ses déclarations en fonction des éléments objectifs qui lui étaient opposés, ainsi que l'absence d'élément objectif attestant de la présence d'autres personnes sur les lieux du crime.
Le ministère public réclamait une peine de 30 ans de prison. À l'issue de la délibération sur la peine, la cour le condamne à 26 ans de réclusion. Dans ses motivations, la cour insiste sur l'extrême gravité des faits, la personnalité inquiétante de Léopold Storme, les nombreux coups de couteaux portés à chaque victime, les messages laissés à ses victimes après leur mort et le fait qu'il avait dénudé sa sœur pour faire croire à un crime d'ordre sexuel. La cour a reconnu des circonstances atténuantes dans le désarroi créé par l'annonce du départ de sa petite amie au Canada, sa crainte de l'abandon et son désir de s'affirmer en dehors de son espace familial.
Léopold Storme clame cependant toujours son innocence et a déclaré au jury, avant que celui-ci ne se retire pour délibérer : « je clamerai mon innocence toute ma vie s'il le faut. »
Un pourvoi en cassation a été introduit le 8 novembre 2010. La cour de cassation a rejeté le pourvoi en avril 2011.

## Libération conditionnelle
Le 24 février 2017, le tribunal de l'application des peines (TAP) de Bruxelles accepte la demande de libération sous conditions de Léopold Storme à la majorité absolue des magistrats. Celle-ci a pour but de lui permettre de finir ses études universitaires en économie. Léopold Storme ne devra pas porter de bracelet électronique.
Le ministère public, lui, s'opposait à la demande de Léopold Storme.
Le 1er juin 2017, Léopold consomme de l'alcool avant de se présenter, dans un état émotionnel préoccupant, à un agent chargé de son contrôle judiciaire. En consommant de l'alcool, il a transgressé les conditions de sa libération et retourne donc en prison.
Le lundi 26 juin 2017, le tribunal d’application des peines estime que la faute n'est pas assez grave et Léopold est de nouveau libéré avec une nouvelle condition, avoir un suivi psychiatrique.

## Documentaires télévisés
- « Une famille massacrée » le 5 novembre 2008 dans Enquêtes criminelles : le magazine des faits divers sur W9.
- « Famille massacrée l’affaire qui a secoué la Belgique » dans Chroniques criminelles sur TFX[24].
- « La mécanique du crime : L’affaire Léopold Storme » un documentaire disponible sur Auvio, la plateforme de la RTBF.